# Каррегаду
Каррегаду (порт. Carregado; МФА: [ka.ʁɨ.ˈga.du]) — парафія в Португалії, у муніципалітеті Аленкер. Розташована в західній частині країни, на теренах історичної португальської провінції Ештремадура. Входить до складу округу Лісабон. За адміністративним поділом, чинним до 1976 року, терени парафії були складовою провінції Ештремадура. Належить до Лісабонського патріархату Католицької церкви. Патрон — Діва Марія. Площа — 15,0913 км². Населення — 11707 ос. (2011). Середньо урбанізований регіон. Густота населення — 775,74 осіб/км²
. Код — 110115.

## Населення
| 1991  | 2001  | 2011   |
| 5 190 | 9 066 | 11 707 |